# Jiul (okręg Dolj)
Jiul – wieś w Rumunii, w okręgu Dolj, w gminie Țuglui. W 2011 roku liczyła 278 mieszkańców.